# Asplundia
Asplundia är ett släkte av enhjärtbladiga växter. Asplundia ingår i familjen Cyclanthaceae.

## Bildgalleri

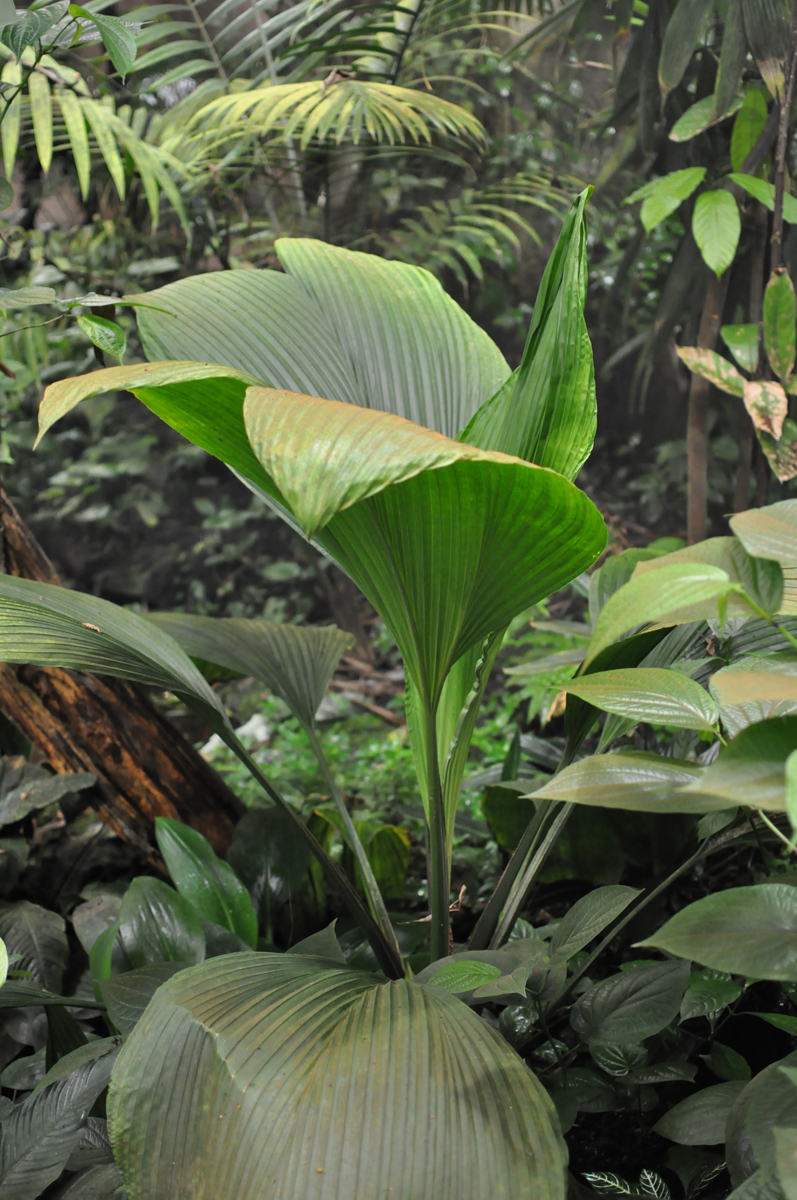
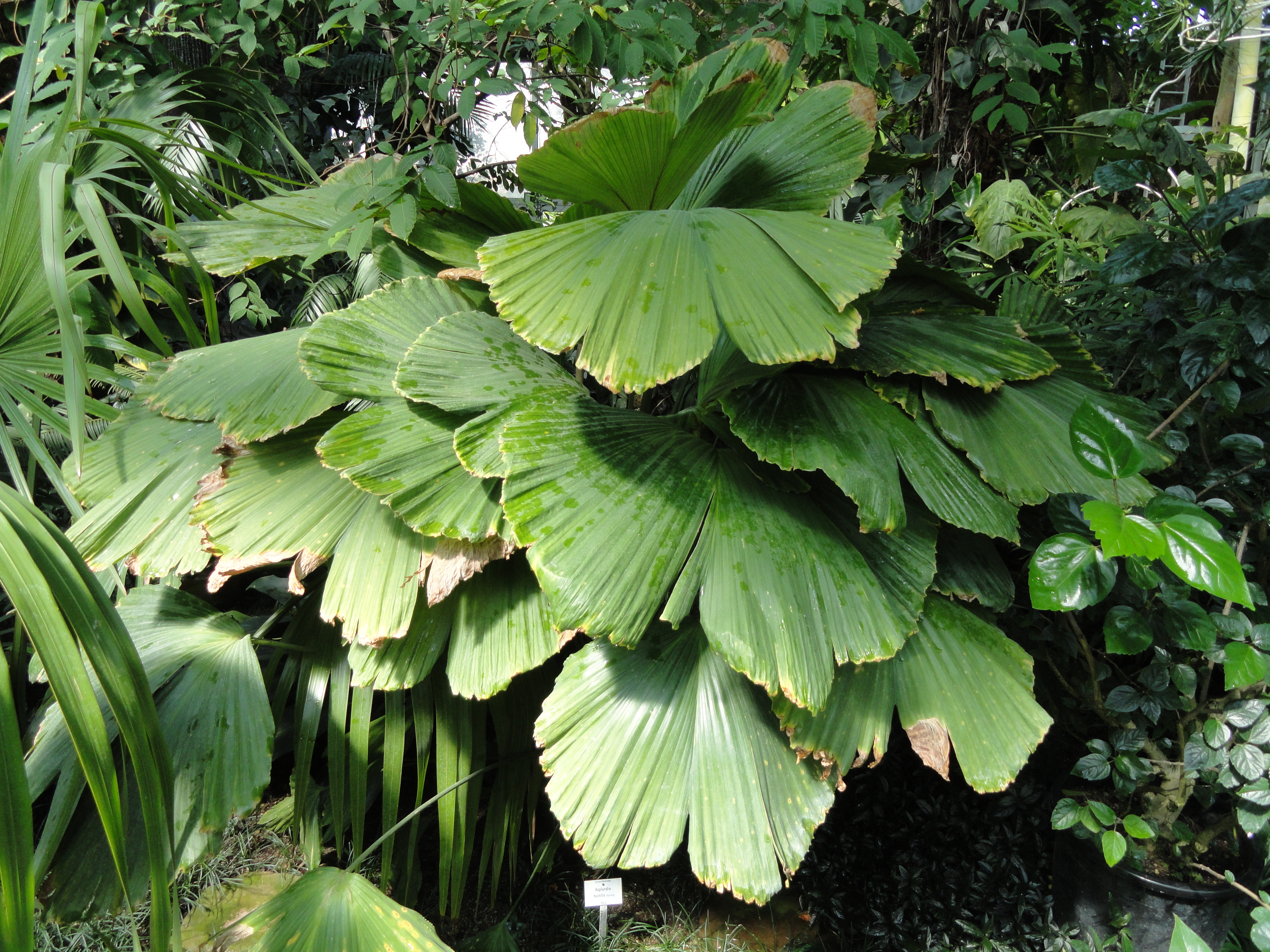

## Dottertaxa tillAsplundia, i alfabetisk ordning[1]
- Asplundia acuminata
- Asplundia ahlneri
- Asplundia alata
- Asplundia albicarpa
- Asplundia allenii
- Asplundia antioquiae
- Asplundia aulacostigma
- Asplundia aurantiaca
- Asplundia australis
- Asplundia brachyphylla
- Asplundia brachypus
- Asplundia brasiliensis
- Asplundia brunneistigma
- Asplundia cabrerae
- Asplundia caput-medusae
- Asplundia cayapensis
- Asplundia ceci
- Asplundia clementinae
- Asplundia cupulifera
- Asplundia cuspidata
- Asplundia cymbispatha
- Asplundia divergens
- Asplundia domingensis
- Asplundia dussii
- Asplundia ecuadoriensis
- Asplundia euryspatha
- Asplundia ewanii
- Asplundia fagerlindii
- Asplundia fanshawei
- Asplundia fendleri
- Asplundia ferruginea
- Asplundia flavovaginata
- Asplundia gamotepala
- Asplundia gardneri
- Asplundia gigantea
- Asplundia glandulosa
- Asplundia glaucophylla
- Asplundia gleasonii
- Asplundia goebelii
- Asplundia guianensis
- Asplundia harlingiana
- Asplundia helicotricha
- Asplundia heteranthera
- Asplundia hookeri
- Asplundia humilis
- Asplundia insignis
- Asplundia isabellina
- Asplundia krukoffii
- Asplundia labela
- Asplundia latifolia
- Asplundia latifrons
- Asplundia liebmannii
- Asplundia lilacina
- Asplundia longicrura
- Asplundia longistyla
- Asplundia longitepala
- Asplundia luetzelburgii
- Asplundia lutea
- Asplundia maguirei
- Asplundia maximiliani
- Asplundia meraensis
- Asplundia microphylla
- Asplundia moritziana
- Asplundia multistaminata
- Asplundia neblinae
- Asplundia nilssonii
- Asplundia nonoensis
- Asplundia pariensis
- Asplundia parviflora
- Asplundia pastazana
- Asplundia peruviana
- Asplundia pittieri
- Asplundia platanthera
- Asplundia platyphylla
- Asplundia polymera
- Asplundia ponderosa
- Asplundia pycnantha
- Asplundia quinindensis
- Asplundia rhodea
- Asplundia rigida
- Asplundia rivularis
- Asplundia sanctae-ritae
- Asplundia sarmentosa
- Asplundia schizotepala
- Asplundia sleeperae
- Asplundia sparrei
- Asplundia spectabilis
- Asplundia stenophylla
- Asplundia tetragona
- Asplundia tetragonopus
- Asplundia trilobulata
- Asplundia truncata
- Asplundia ulei
- Asplundia uncinata
- Asplundia urophylla
- Asplundia utilis
- Asplundia vagans
- Asplundia vaupesiana
- Asplundia venezuelensis
- Asplundia xiphophylla